# Björn Skifs
Björn Nils Olof Skifs (Vansbro, 20 aprile 1947) è un cantautore, attore e sceneggiatore svedese.

## Biografia
Björn Skifs inizia la propria carriera professionale nel 1963 con il gruppo Slam Creepers e nei Blue Swede nei primi anni settanta. Ottiene un buon successo nel 1974 con i Blue Swede nel suo paese e anche in Europa con la cover di Hooked on a Feeling, di B. J. Thomas.
Ha rappresentato la Svezia all'Eurovision Song Contest 1978 e 1981, dopo aver vinto i rispettivi Melodifestivalen con Det blir alltid värre framåt natten e Fångad i en dröm.
Al Melodifestivalen del 2000, che salutava il Novecento facendo presentare ogni canzone a uno storico artista svedese del passato, toccò a lui aprire la finale, in onore dei suoi successi durante la sua carriera.

## Discografia

### LP
- 1969 - From Both Sides Now
- 1970 - Every Bit of My Life
- 1971 - Opopoppa
- 1972 - Blåblus
- 1973 - Pinewood Rally
- 1974 - Out of the Blue
- 1975 - Schiffz
- 1977 - Watch Out!
- 1979 - Split Vision
- 1980 - Zkiffz
- 1981 - SPÖK!
- 1981 - Björns Ballader
- 1983 - If...Then...
- 1984 - Paris - Dakar - Köpenhamn
- 1984 - Chess
- 1985 - Vild Honung
- 1987 - Zick Zack
- 2001 - Back on Track
- 2002 - Ingen Annan
- 2005 - Decennier...Sånger Från en Annan Tid
- 2007 - Eye to Eye

### EP
- 1975 - Michaelangelo
- 1976 - Firefly
- 1977 - Lady
- 1977 - Tarantula
- 1978 - Del blir alltid värre framåt natten
- 1978 - Rococo rendez-vous
- 1981 - Fångad i en dröm
- 1985 - Vild och vacker
- 1991 - Om igen

### Collections
- 1972 - Björns Ballader
- 1978 - Björns Bästa
- 1989 - Collection
- 1990 - Björn Skifs
- 1991 - Songs for You
- 1997 - Björn Skifs 50/50
- 2004 - Skifs Hits!

## Filmografia
- Drömkåken (1993)
- Joker (1991)
- Strul (1988) – nel ruolo di Framed
- Smugglarkungen (1985)
- Chess Moves
- Privatdeckarna: Uppdrag Gran Canaria (1984)
- Prima Veras saga om Olav hellige (1983)
- En flicka på halsen (1982)
- Sverige åt svenskarna (1980)
- Trouble, regia di Jon Holmberg (2024) – se stesso